# Wartrace
Wartrace es un pueblo ubicado en el condado de Bedford en el estado estadounidense de Tennessee. En el Censo de 2010 tenía una población de 651 habitantes y una densidad poblacional de 365,87 personas por km².

## Geografía
Wartrace se encuentra ubicado en las coordenadas 35°31′40″N 86°19′58″O / 35.52778, -86.33278. Según la Oficina del Censo de los Estados Unidos, Wartrace tiene una superficie total de 1.78 km², de la cual 1.78 km² corresponden a tierra firme y (0%) 0 km² es agua.

## Demografía
Según el censo de 2010, había 651 personas residiendo en Wartrace. La densidad de población era de 365,87 hab./km². De los 651 habitantes, Wartrace estaba compuesto por el 86.64% blancos, el 7.07% eran afroamericanos, el 1.08% eran amerindios, el 0.92% eran asiáticos, el 0% eran isleños del Pacífico, el 2.15% eran de otras razas y el 2.15% pertenecían a dos o más razas. Del total de la población el 3.69% eran hispanos o latinos de cualquier raza.